# Bryhane
Bryhane var ett slags tyskt öl som betraktas som en föregångare till altbier. Den tyska benämningen var Broyhan och detta öl skall ursprungligen ha bryggts i Hannover 1526 av en bryggare vid namn Cord Broyhan. Det var då ett rent veteöl, men över tiden användes en ökande andel kornmalt i denna ölsort.
En dansk ordbok från 1793 beskriver bryhane, som ett slags hvidtøl som är kylande, har ett mjölkaktigt utseende och brusar kraftigt då det slås i.